# Gargunnock
Gargunnock är en ort i Storbritannien.   Den ligger i kommunen Stirling och riksdelen Skottland, i den nordvästra delen av landet, 600 km nordväst om huvudstaden London. Gargunnock ligger 21 meter över havet och antalet invånare är 677.
Terrängen runt Gargunnock är kuperad åt sydväst, men åt nordost är den platt. Runt Gargunnock är det glesbefolkat, med 16 invånare per kvadratkilometer. Närmaste större samhälle är Stirling, 9,1 km öster om Gargunnock. Trakten runt Gargunnock består i huvudsak av gräsmarker.